# Нова Олександрівка (селище)
Нова Олександрівка —  селище в Україні, у Великобурлуцькій селищній громаді Куп'янського району Харківської області. Населення становить 202 осіб. До 2020 орган місцевого самоврядування — Червонохвильська сільська рада.

## Географія
Селище Нова Олександрівка знаходиться на правому березі річки Великий Бурлук, нижче за течією на відстані 1 км розташоване село Нестерівка.

## Історія
- 1922 — дата заснування.
- 12 червня 2020 року, відповідно до розпорядження Кабінету Міністрів України № 725-р «Про визначення адміністративних центрів та затвердження територій територіальних громад Харківської області», увійшло до складу Великобурлуцької селищної громади[1].
- 19 липня 2020 року, в результаті адміністративно-територіальної реформи та ліквідації Великобурлуцького району, селище увійшло до складу Куп'янського району Харківської області[2].
- Російська окупація селища почалася 24 лютого 2022 року.
- 11 вересня 2022 року воїни Збройних Сил України в ході Харківської контрнаступальної операції звільнили від російських окупантів населені пункти Великобурлуцької селищної територіальної громади[3].

## Економіка
- В селищі є молочно-товарна ферма.